# Birinci Qaradəmirçi
Birinci Qaradəmirçi è un comune dell'Azerbaigian situato nel distretto di Bərdə. Conta una popolazione di 1 865 abitanti.